# Thomas Cap de Ville
Thomas Cap de Ville est un artiste plasticien français né en 1978 à Rochefort en France. Actuellement, il vit et travaille à Paris. 

## Biographie
Thomas Cap de Ville débute dans la mode et réalise des vidéos en collaboration avec différents musiciens comme La Chatte. Son travail s'inscrit ensuite dans des projets collectifs comme à la Fondation Cartier (Paris, 2011). Il inaugure ses premières expositions personnelles à Goswell Road (Paris, 2017 et 2019). En 2020, il est artiste en résidence au Confort Moderne (Poitiers) où il présente sa première exposition personnelle institutionnelle. Son travail a été montré depuis lors dans des expositions personnelles à Exo Exo (Paris, 2021, 2022 et 2025) ; Galerija Miroslav Kraljević (Zagreb, 2022) et dans des expositions collectives institutionnelles au CRAC Alsace (Altkirch, 2024) ; CRÉDAC (Ivry-sur-Seine, 2024) ; Kunsthalle Praha (Prague, 2023) ; FRAC Corsica (Corte, 2023) et des expositions collectives en galeries, chez Mendes Wood (Bruxelles, 2022) ; Colette Mariana (Barcelone, 2022) ; Galerie Hussenot (Paris, 2020).

## Œuvre
La pratique de Thomas Cap de Ville s'inspire de la notion de mondes intérieurs et de la collection d'objets comme une obsession. Les traces constituent la principale ressource de son travail et rendent hommage aux années d'adolescence et de jeune adulte de la contre-culture de la fin des années 90 et du début des années 2000. Pour lui, accumuler des souvenirs, les conserver et les rappeler est une manière de romancer sa propre existence et de célébrer la vie. Il raconte dans son œuvre des histoires de fraternité, d'aventures érotiques et de voyages sous influence. Ses livres, photographies, dessins et films constituent les archives de sa vie. Ses installations prennent la forme d'autels, rassemblant ces petits objets devenus talismans et illustrant l'organisation sociale d'une génération. Ses vidéos de promenades nocturnes, quant à elles, prennent l'allure de danses rituelles.
L'œuvre de Thomas Cap de Ville constitue une série de 12 livres se présentant comme des journaux à l'image de l'artiste. Sous des couches de scotch, on découvre des photographies, des polaroïds, une palette de maquillage, une boîte de médicaments, des cheveux, des dents, des fleurs séchées,... Ce sont des morceaux de la vie de l'artiste, présentés comme un album de famille d'objets et d'images collectés depuis qu'il a eu 18 ans en 1996 jusqu'à aujourd'hui. 
« I share my intimate shots, places, friends, myself, pieces of hair, teeth, candy wrappers, dried flowers and more. I stick them with tape as if it would prevent them to rot, to disappear. » - Thomas Cap de Ville
Les personnes que l'on retrouve au fil des pages sont ses amis, ils sont parfois pâles, tristes, ou au contraire extatiques. Ils sont les témoins d'une adolescence mystifiée où la violence côtoie l'innocence. Ici, le chaos de la jeunesse est minutieusement organisé, disséqué sous forme d'échantillons émotionnels du temps.

## Expositions personnelles (sélection)
2017
- Page Of Pentacles, Goswell Road, Paris[6]

2019
- Farewell Youth, Goswell Road, Paris[7]

2020
- Psychophore, cur. Yann Chevalier, Confort Moderne, Poitiers[8]

2021
- SPLUT, Exo Exo, Paris[9],[10]

2022
- Scories, Exo Exo, Paris[11]
- Interlope, GMK Galerija Miroslav Kraljević, Zagreb[12]

2024
- shrugs, Galerie Lars Friedrich, Berlin[13],[14]

## Expositions collectives (sélection)
2020
- Piégé.e.s inextricablement dans la formulation d’une émotion, cur. Exo Exo, Galerie Hussenot, Paris[15],[16],[17]

2021
- La vie c’est bizarre, je le vois sur mes ami.e.s, Exo Exo, Paris[18],[19]

2022
- La Fiebre de las formas, Galeria CM Colette Mariana, Barcelone[20],[21]
- Il faudrait que je me calme, Mendes Wood, Bruxelles[22],[23],[24]
- Charybdis into scylla, House of Spouse, Vienne[25]

2023
- READ, cur. Elmgreen & Dragset, Kunsthalle Praha, Prague[26]
- Is something missing?, FRAC Corsica, Corte[27]

2024
- Thomas Cap de Ville and Nicolas Ceccaldi, Tenko presents, Tokyo[28]
- L’amitié : ce tremble, Le Crédac, Ivry-sur-Seine[29]
- L’amitié : ce tremble, CRAC Alsace, Altkirch[30],[31]

2025
- Changing Room, co-cur. Clémentine Proby, soft power, Berlin
- Les causes perdues, Exo Exo, Paris[32]

## Résidences
- 2020 Le Confort Moderne, Poitiers[33]

## Foires
- 2021 FIAC OVR, Exo Exo[34]

### Presse
2022
- Portrait, Temple Magazine, n°9, 4 juin 2021 (lire en ligne)

2021
- Ingrid Luquet-Gad, « The Disappearers », Spike Art Magazine, n°68, été 2021 (lire en ligne)

- « Thomas Cap de Ville “PSYCHOPHORE” at Le Confort Moderne, Poitiers », Mousse (lire en ligne)

2020
- « Piégé.e.s inextricablement dans la formulation d’une émotion », ContemporaryArtDaily.com (lire en ligne)